# 孫大川
孫大川，卑南名巴厄拉邦·德納班（1953年12月18日—），卑南族人、臺灣原住民族作家、政治人物，生於臺東縣卑南鄉下賓朗（pinaseki）部落，曾任行政院原住民族委員會主任委員、監察院副院長、總統府資政，現為國立東華大學原住民民族學院榮譽教授。

## 經歷
1993年創辦「山海文化雜誌社」出版《山海文化》雙月刊，1994年和《當代雜誌》總編輯金恆煒、臺大人類學系教授謝世忠等籌辦「第一屆臺灣原住民文化會議」於屏東縣瑪家鄉。

### 原民會時期
1996年起出任行政院原住民委員會首任政務副主任委員。1999年921大地震後主管原鄉災區重建業務，直到2000年政黨輪替。
2009年9月10日，接替章仁香出任吳敦義內閣的行政院原住民族委員會主任委員。2012年在立法院答詢時表示自己不是所謂的「炎黄子孙」。

### 監察院時期
2014年7月29日，獲立法院同意，出任第五屆監察院副院長。

## 著作
- 《久久酒一次》
- 《山海世界：台灣原住民心靈世界的摹寫》
- 《夾縫中的族群建構：台灣原住民的語言、文化與政治》
- 《姨公公》

## 外部連結
- 監察院（页面存档备份，存于）

| 中華民國政府職務 | 中華民國政府職務                                                 | 中華民國政府職務 |
| ---------------- | ---------------------------------------------------------------- | ---------------- |
| 行政院           |                                                                  |                  |
| 前任： 章仁香    | 行政院原住民族委員會主任委員 第七任 2009年9月10日－2013年7月30日 | 繼任： 林江義    |
| 監察院           |                                                                  |                  |
| 前任： 陳進利    | 監察院副院長 第五屆 2014年8月1日－2020年7月31日                  | 繼任： 李鴻鈞    |